# Cibele (nome)
Cibele  è un nome proprio di persona italiano femminile.

## Varianti in altre lingue
- Azero: Kibela
- Basco: Zibele
- Bulgaro: Кибела (Kibela)
- Catalano: Cíbele[1], Cibeles[1]
- Ceco: Kybelé
- Croato: Kibela
- Danese: Kybele
- Esperanto: Cibelo
- Francese: Cybèle
- Georgiano: კიბელე (K'ibele)
- Greco antico: Κυβέλη (Cybele)[2]
- Greco moderno: Κυβέλη (Kyvelī)[2]
- Inglese: Cybele
- Latino: Cybele
- Lituano: Kibelė
- Norvegese: Kybele
- Olandese: Cybele
- Polacco: Kybele
- Portoghese: Cibele
- Russo: Кибела (Kibela)
- Spagnolo: Cibeles[1]
- Svedese: Kybele
- Tedesco: Kybele
- Ungherese: Kübelé

## Origine e diffusione

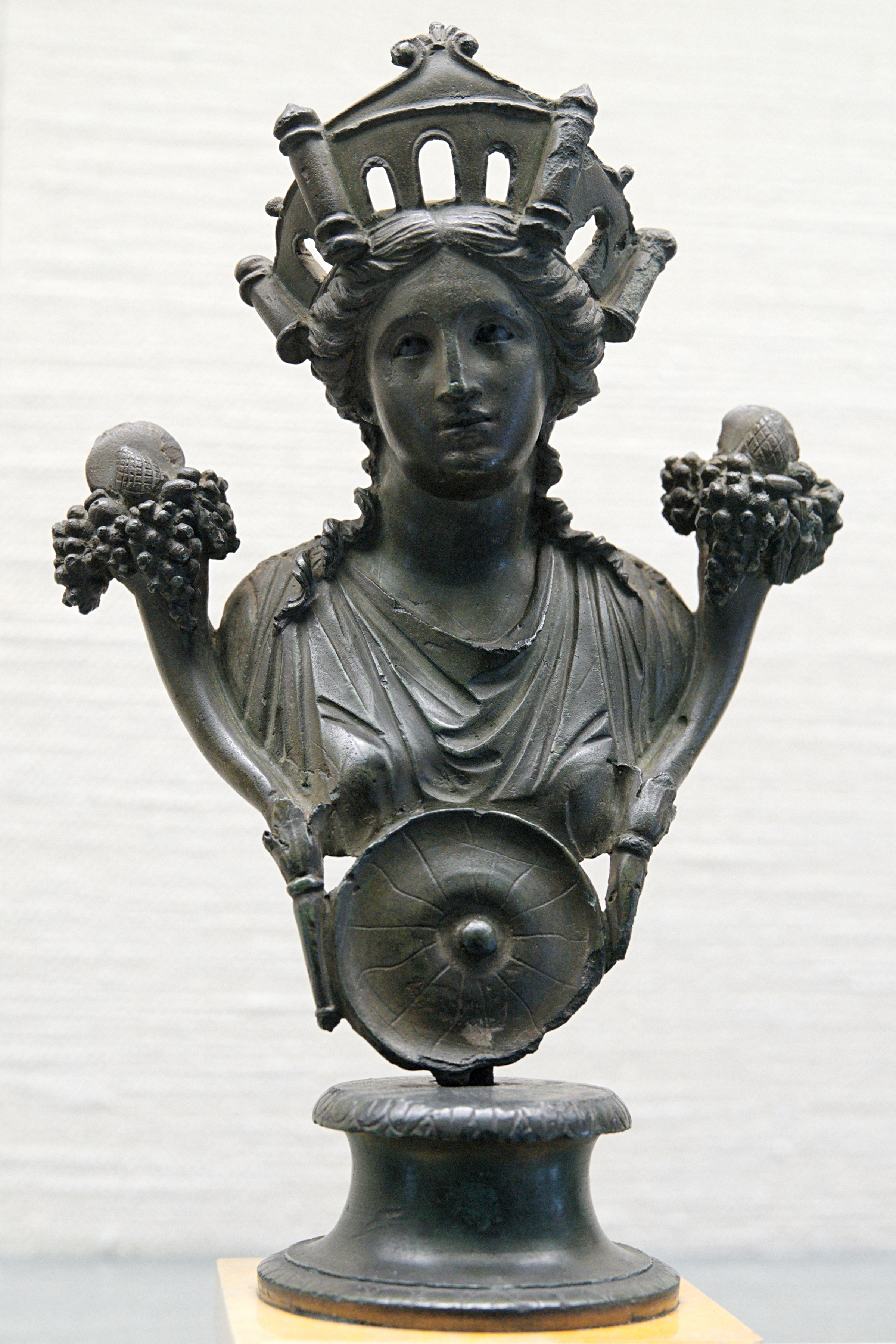
Busto bronzeo gallo-romano del I secolo a.C. raffigurante Cibele

Riprende il nome di Cibele, una divinità della fertilità e della natura della mitologia frigia, poi inglobata anche nei pantheon greco e romano; il suo nome è di origine ignota, basato secondo alcune fonti su radici frigie con il significato di "pietra" o "capelli"; potrebbe altresì essere correlato al termine frigio matar kubileya, cioè "madre della montagna", o derivare da Kybebe, il nome greco di Kubaba, una regina sumera.

## Onomastico
L'onomastico può essere festeggiato il primo di novembre, festa di Ognissanti, non essendovi sante con questo nome che è quindi adespota.

## Persone

### Varianti
- Cybèle Varela, artista brasiliana

## Astronomia
- 65 Cybele, in italiano anche indicato come 65 Cibele, asteroide principale della famiglia Cibele

## Il nome nelle arti
- Cybèle è un personaggio del romanzo di Jules Verne La Jangada. Ottocento leghe sul Rio delle Amazzoni.
- Cybèle è un personaggio del film del 1962 L'uomo senza passato, diretto da Serge Bourguignon.
- Madame Cybele è un personaggio del film del 1986 Mistery, diretto da Bob Swaim.